# Protaphis anuraphoides
Protaphis anuraphoides är en insektsart. Protaphis anuraphoides ingår i släktet Protaphis och familjen långrörsbladlöss. Inga underarter finns listade i Catalogue of Life.